# Шкрбич, Драган
Драган Шкрбич (сербохорв. Dragan Škrbić; род. 29 сентября 1968, Кула) — сербский гандболист, игравший на позиции линейного и выступавший за клубы «Црвена Звезда», «Атлетико Мадрид», «Адемар Леон», «Целе», «Нордхорн» и «Барселону». Выступал за сборные Югославии и Сербии и Черногории. Призёр чемпионата мира и Европы.

## Карьера

### Клубная
Драган Шкрбич начал свою профессиональную карьеру в 1988 году в югославском клубе «ГК Црвена Звезда». В составе «Црвена Звезда» стал чемпионом Югославии в 1991 году. В 1993 году он перешёл в испанский клуб «Атлетико Мадрид». В следующем году Драган перешёл в клуб «Алцира». В 1995 году он выступал уже за «Адемар Леон», в составе которого стал серебряным призёром чемпионата Испании, и дошёл до финала кубка Испании. В 1997 году Драган переходит в немецкий клуб «Хамелн». В 1998 году Драган Шкрбич стал игроком словенского клуба «Целье», которому помог стать дважды чемпионом Словении, и дважды выиграть кубок Словении. В 2000 году он стал игроком немецкого клуба «Нордхорн». В 2002 году Шкрбич перешёл в испанскую «ГК Барселону», в составе которой дважды выиграл чемпионат Испании, выиграл лигу чемпионов ЕГФ. Закончил карьеру в 2008 году.

### Сборная
Драган Шкрбич выступал за сборную Югославии, а после распада Югославии играл за сборную Сербии и Черногории. Всего, сыграл за сборную 215 матчей и забросил более 591 гола.

## Достижения
- Победитель чемпионата Югославии: 1991
- Победитель чемпионата Словении: 1999, 2000
- Обладатель кубка Словении: 1999, 2000
- Победитель чемпионата Испании: 2003, 2006
- Обладатель суперкубка Испании: 2004, 2007
- Обладатель кубка Дель Рей: 2004, 2007
- Обладатель Кубка ЕГФ: 2003
- Победитель Лиги чемпионов ЕГФ: 2005

## Статистика[1]
Статистика Драгана Шкрбича
| Сезон   | Клуб     | Лига       | Матчи | Голы   | Голы   | Голы  |
| Сезон   | Клуб     | Лига       | Матчи | С игры | 7-метр | Всего |
| ------- | -------- | ---------- | ----- | ------ | ------ | ----- |
| 2000-01 | Нордхорн | Бундеслига | 38    | 191    | 57     | 134   |
| 2001-02 | Нордхорн | Бундеслига | 34    | 171    | 27     | 144   |